# Sheppard Avenue
A Sheppard Avenue é uma rua arterial leste-oeste localizada em Toronto, Ontário, Canadá. O cruzamento da Sheppard Avenue com a Yonge Street forma o principal centro financeiro de North York. A linha Sheppard do metrô de Toronto corre ao longo da avenida, entre Yonge Street e Don Mills Avenue. Este trecho da Sheppard Avenue é dominada por estabelecimentos comerciais de grande porte, com numerosos shopping centers, tais como o Fairview Mall, e numerosos estabelecimentos residenciais de luxo, estando entre as mais caras da cidade. 
A Sheppard Avenue abriga a segunda maior Chinatown de Toronto, o bairro de Agincourt, localizado no cruzamento da rua com a Kennedy Street. Outros pontos de interesse da rua são o zoológico da cidade, o Rouge Park, o maior parque de Toronto, o Downsview Park, um parque nacional canadense, a sede das Forças Armadas do Canadá, e a Canadian Forces Base Downsview, base militar da Força Aérea do Canadá.